# Saint-Marin aux Jeux olympiques d'été de 1968
Saint-Marin participe aux Jeux olympiques d'été de 1968 à Mexico du 12 au 27 octobre 1968. Il s'agit de sa 2e participation à des Jeux olympiques d'été.

## Cyclisme
Saint-Marin a deux représentants dans les épreuves de cyclisme : Enzo Frisoni et Gerard Lettoli.

## Tir
Saint-Marin est représenté dans les compétitions de tirs par deux athlètes : Leo Franciosi et Salvatore Pelliccioni.